# Racconti ritrovati
(Racconti ritrovati, cap. II)
Racconti ritrovati, pubblicato dal 2022 con il titolo Il libro dei racconti perduti - Prima parte, è un'antologia di racconti di J. R. R. Tolkien. Scritti approssimativamente tra il 1920 e il 1930, quando l'autore aveva all'incirca venticinque anni, segnano l'inizio della creazione fantasy di Tolkien (alla prima pagina del quaderno su cui era redatta la versione originale del primo racconto Tolkien riportò la data 12 febbraio 1917).

## Contenuto
I Racconti ritrovati (e la sua seconda parte, pubblicata col titolo Racconti perduti) sono in effetti una forma germinale (e in parte differente) della prima parte del Silmarillion. Essi narrano infatti temi della mitologia tolkieniana quali la Musica degli Ainur, con la quale Eru Ilúvatar dà forma al mondo, la lotta mai conclusa contro Melko (Melkor o Morgoth nel Silmarillion), enigmatico e maligno, nonché l'avvento nel mondo degli Elfi e degli Uomini.

### Elenco dei racconti
1. La casetta del Gioco Perduto
2. La Musica degli Ainur (la prima versione di quello che poi sarà l'Ainulindalë nel Silmarillion)
3. L'avvento dei Valar e la costruzione di Valinor
4. L'incatenamento di Melko
5. L'avvento degli Elfi e la costruzione di Kôr (Kôr diventerà poi Tirion)
6. Il furto di Melko e l'ottenebramento di Valinor
7. La fuga dei Noldoli (i Noldoli diventeranno i Noldor)
8. Il racconto del Sole e della Luna
9. L'occultamento di Valinor
10. Il racconto di Gilfanon: il travaglio dei Noldoli e l'avvento dell'Umanità